# HD 129445
HD 129445 é uma estrela na constelação de Circinus. Com uma magnitude aparente visual de 8,79, é invisível a olho nu. Com base em medições de paralaxe, está localizada a aproximadamente 220 anos-luz (67,6 parsecs) da Terra. É uma estrela de classe G da sequência principal (anã amarela) com um tipo espectral de G6 V e temperatura efetiva de 5 646 K. É portanto muito parecida com o Sol, que possui tipo espectral de G2 V e temperatura efetiva de 5 778 K. HD 129445 possui uma massa equivalente a 109% da massa solar. Sua metalicidade, a abundância de elementos além de hidrogênio e hélio, é significativamente superior à solar, com uma abundância de ferro de 2,34 vezes o valor solar.
Em 2010 foi publicada a descoberta de um planeta extrassolar orbitando HD 129445. A descoberta foi feita pelo Magellan Planet Search Program usando o método da velocidade radial, que consiste em detectar variações na velocidade radial de uma estrela causadas pela presença de um planeta em órbita. Este planeta é um gigante gasoso com massa mínima de 1,6 vezes a massa de Júpiter. Orbita a estrela em uma órbita longa com período de 1 840 dias, semieixo maior de 2,9 UA e uma excentricidade muito alta de 0,70. Uma pesquisa em busca de potenciais alvos para trânsito calculou que a probabilidade do planeta possuir inclinação maior que 80° é de 20%.
| Planeta | Massa        | Semieixo maior (UA) | Período orbital (dias) | Excentricidade |
| ------- | ------------ | ------------------- | ---------------------- | -------------- |
| b       | 1,6 ± 0,6 MJ | 2,9 ± 0,2           | 1 840 ± 55             | 0,70 ± 0,10    |